# Дождись темноты
«Дождись темноты» (англ. Wait until dark) — камерный психологический кинотриллер по пьесе Фредерика Нотта режиссёра Теренса Янга с Одри Хепбёрн, Ричардом Кренной и Аланом Аркиным в главных ролях. Хепбёрн за свою актёрскую работу в заключительный раз в жизни была представлена к премиям «Оскар» и «Золотой глобус».

## Сюжет
В дом Сьюзи (Одри Хепбёрн), недавно ослепшей в результате автокатастрофы, попадает тряпичная кукла, в которую наркоторговцы зашили крупную партию героина. Содержимое куклы очень хотят заполучить бандиты во главе с убийцей-психопатом Роутом (Алан Аркин). Слепая девушка абсолютно беззащитна, в округе нет никого, кроме школьницы Глории (Джули Херрод), помогающей Сьюзи по хозяйству.
Преступники разыгрывают перед ничего не подозревающей Сьюзи любительский спектакль — Майк (Ричард Кренна) притворяется бывшим сослуживцем мужа Сьюзи, Сэма (Ефрем Цимбалист-младший), Карлино (Джек Уэстон; тучный полуитальянец) — инспектором полиции, а лидер шайки Роут примеряет на себя целых две роли — старика и его сына. Все они якобы заинтересованы в поисках куклы, так как на днях прямо возле апартаментов Хендриксов произошло убийство молодой девушки, в совершении которого полиция подозревает Сэма.
Постепенно Сьюзи начинает подозревать, что её обманывают. С помощью Глории она выводит банду на чистую воду и только после осознает, что Майк тоже преступник. Кукла оказывается у Глории. Девочка приносит её Сьюзи, а та, не желая отдавать бандитам, прячет её в мусорной корзине. Сьюзи отправляет Глорию на ближайшую автобусную остановку, чтобы там дождаться Сэма, а сама, поняв, что бандиты перерезали телефонный провод, выбивает в квартире практически все лампочки.
Последняя половина картины поставлена Теренсом Янгом в полумраке. В последний раз придя к Сьюзи, Майк, не прикидываясь, выкладывает все, как есть, и заявляет, что в этот самый момент Карлино убивает Роута. Тем не менее, уже через несколько минут Роут появляется в квартире и устраняет Майка. Он закрывает входные двери на замок, поливает все вокруг бензином и по-хорошему просит Сьюзи отдать куклу. После непродолжительной психологической схватки Сьюзи отдаёт её ему, но Роуту этого недостаточно — он силой ведёт девушку в спальню, где собирается изнасиловать. Сьюзи хватает нож и всаживает его в грудь Роуту. Тяжело раненый, он с тем же ножом пытается доползти до Сьюзи, но умирает.
В финальной сцене Сэм с Глорией и отрядом полицейских добираются домой, где обнаруживают два трупа и испуганную, но стойкую Сьюзи.

## В ролях
- Одри Хепбёрн — Сьюзи Хендрикс
- Ричард Кренна — Майк Толман
- Алан Аркин — Гарри Роут
- Джек Уэстон — Карлино
- Джули Херрод — Глория
- Ефрем Цимбалист-мл. — Сэм Хэндрикс
- Робби Бенсон — мальчик, бросающий мяч (впервые на экране; в титрах не указан)

## Награды
- 1968 — «Оскар», номинация «Лучшая женская роль» (Одри Хепбёрн)
- 1968 — «Золотой Глобус», номинации: «Лучшая женская роль (драма)» (Одри Хепбёрн), «Лучшая мужская роль второго плана» (Ефрем Цимбалист младший)
- 1968 — «Laurel Award», номинации: «Женская драматическая роль» (Одри Хепбёрн), «Драма».

## Интересные факты
- В качестве продюсера картины выступил Мел Феррер — первый муж актрисы.
- Гонорар Одри Хепбёрн за фильм «Дождись темноты» составил $ 750 000 (+10 % от прибыли)[1]
- Во время показа фильма в кинотеатрах, для достижения большего эффекта в последние 15 минут в зале полностью гасили свет, на экране не было видно ни зги, а только слышны крики Хепбёрн и учащенное дыхание Аркина. Напряжение достигало предела, а на улице дежурили машины «Скорой помощи».[2]
- Участие Одри Хепбёрн в детективе-триллере «Дождись темноты» в первую очередь было обусловлено отсутствием «кровавых» сцен. Она придирчиво выбирала роли, отказывая даже знаменитым режиссёрам. Альфред Хичкок планировал снимать её в своем фильме «Никакого выкупа для судьи» («No Bail for the Judge»), но Одри, хотя поначалу и дала опрометчивое согласие на съемки, затем сделала всё, чтобы избежать участия в фильме, где её героиня подвергается насилию. Без её участия проект так и не состоялся, и Хичкок взялся за постановку «Психоза».[3]
- Для Одри Хепбёрн фильм стал очень сложным в эмоциональном плане, так как она переживала разлад в семье. Она работала так усердно, что за время съемок похудела почти на шесть килограммов[4]. Следующий раз Хепбёрн появилась на экранах только спустя 9 лет в 1976 году.
- Фильм также включен Стивеном Кингом в список 100 наиболее значительных картин жанра ужасов с 1950 по 1980-й год.